# ألكسندر فون سنجر
الكسندر فون سنجر (بالألمانية: Alexander von Senger) (و. 1880 – 1968 م) هو مهندس معماري، وسياسي من سويسرا، وألمانيا، ولد في جنيف، كان عضوًا في الحزب النازي، توفي عن عمر يناهز 88 عاماً.